# Franciszek Niewidziajło

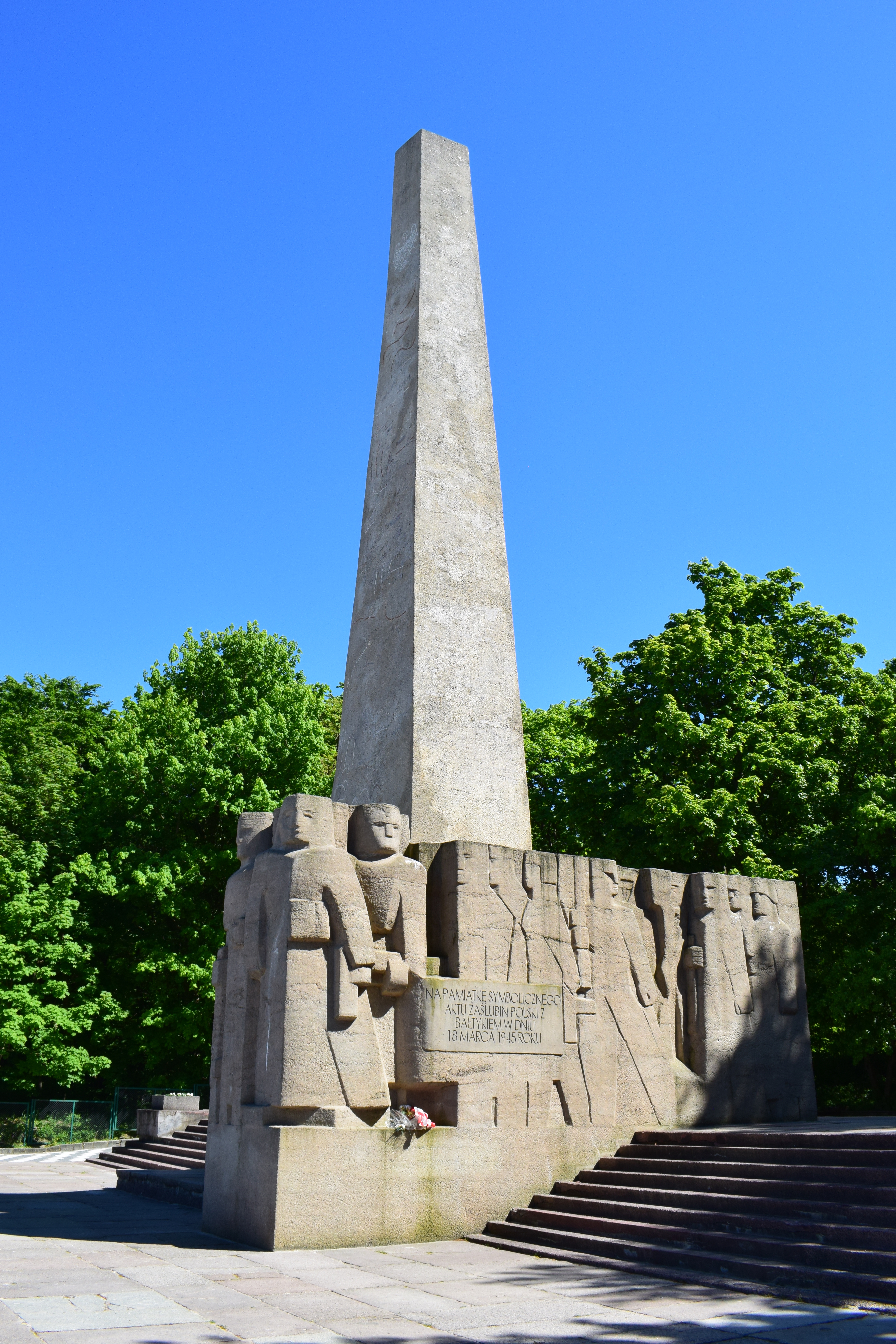
Pomnik Zaślubin Polski z Morzem w Kołobrzegu

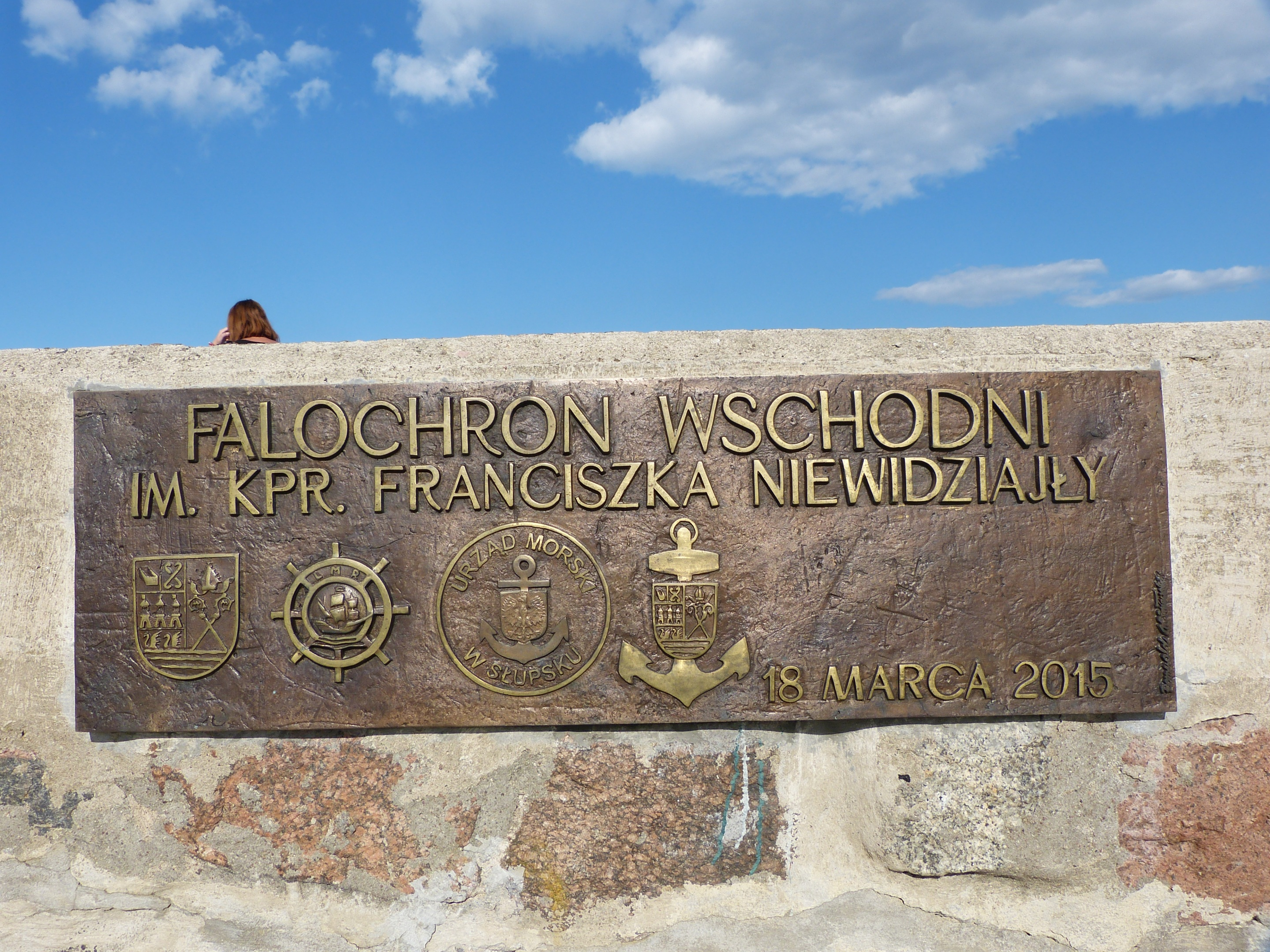
Tablica na falochronie im. kpr. Franciszka Niewidziajły

Franciszek Niewidziajło (ur. 3 marca 1902 w Stryjówce, zm. 20 września 1978 we Wrocławiu) – kapral Wojska Polskiego, który w 1945 dokonał symbolicznego aktu zaślubin Polski z morzem.

## Życiorys

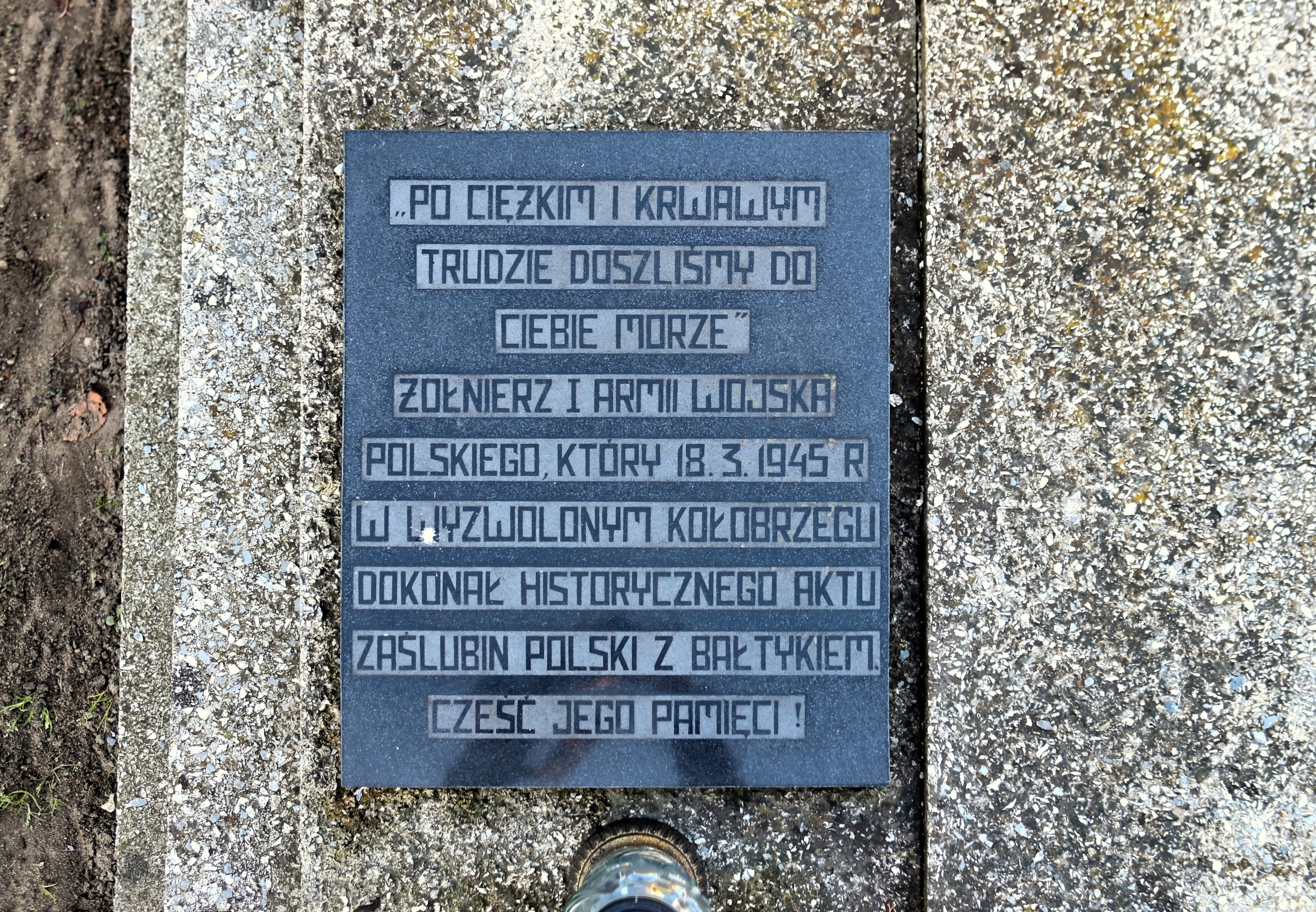
Tablica na grobie w Sławie

Wychowywał się w patriotycznej rodzinie Szymona Niewidziajło. W 1919 wziął udział w wojnie polsko-ukraińskiej, w czasie której dostał się do niewoli i ledwo[wymaga weryfikacji?] uciekł przed egzekucją. W okresie międzywojennym wraz z rodzicami pracował na roli. Wiosną 1944, po kolejnym wkroczeniu Armii Czerwonej, został wcielony wraz z synem Mieczysławem (1925–1945) do 1 Armii Wojska Polskiego. Służył w 7 pułku piechoty, a syn w 43 pułku artylerii lekkiej.
Franciszek Niewidziajło dotarł, jako jeden z pierwszych, z pododdziałem do Kołobrzegu i tam wybrany został, z uwagi na chłopskie pochodzenie, do dokonania aktu zaślubin z polskim morzem. 18 marca 1945 dokonał symbolicznego aktu zaślubin Polski z morzem wypowiadając napisane przez siebie słowa Przyszliśmy, Morze, po ciężkim i krwawym trudzie. Widzimy, że nie poszedł na darmo nasz trud. Przysięgamy, że Cię nigdy nie opuścimy. Rzucając ten pierścień w Twe fale, biorę z Tobą ślub, ponieważ Tyś było i będziesz zawsze nasze. Brał udział w walkach od Warszawy do Berlina, gdzie został ranny. We wrześniu 1945, po demobilizacji, osiedlił się w Lubogoszczy. W tym czasie był żywą kartą historii – spotykał się na licznych wieczornicach z młodzieżą, harcerzami, gościł w jednostkach wojskowych i zaangażował się w działalność kombatancką. Mimo swojej działalności kombatanckiej nigdy nie został awansowany z uwagi na swoje poglądy przewijające się we wspomnieniach. Według Alojzego Srogi był osobą, która pasjonowała wielu dziennikarzy; niestety plon tych wywiadów nie zawsze odpowiada prawdzie historycznej. Zmarł 20 września 1978 we Wrocławiu. Pochowany został na cmentarzu w Sławie.
Od 1983 Franciszek Niewidziajło jest patronem Publicznej Szkoły Podstawowej w Sławie. Od roku 2015 jego imię nosi falochron wschodni w Kołobrzegu. W tym samym roku Karol Samsel opublikował wiersz Franciszek Niewidziajło przyzywa boginię zemsty.

## Odznaczenia (m.in.)
- Krzyż Kawalerski Orderu Odrodzenia Polski
- Krzyż Walecznych[4]
- Medal za Warszawę 1939–1945
- Medal za Odrę, Nysę, Bałtyk
- Medal Zwycięstwa i Wolności 1945